# Sali (canto dell'anima)
Sali (canto dell'anima) è un singolo della cantante Anna Oxa, pubblicato l'8 febbraio 2023.
Il brano è stato presentato durante la prima serata del Festival di Sanremo 2023.

## Descrizione
La canzone è fatta di molte metafore e similitudini e in questo caso Anna Oxa utilizza un tipo di voce che fa scaturire la sofferenza, poiché si tramuta in urlo.

## Tracce
Testi e musiche di Kaballà, Anna Hoxha, Francesco Bianconi e Fio Zanotti.
1. Sali (canto dell'anima) – 4:13

## Classifiche
| Classifica (2023) | Posizione massima |
| ----------------- | ----------------- |
| Italia            | 43                |